# سباق طواف فرنسا 1907
سباق طواف فرنسا 1907 من سلسلة سباقات سباق طواف فرنسا. أقيم هذا السباق في تاريخ 8 يوليو - 4 أغسطس 1907 على 14 مراحل. بعد طي 4488 كم بمتوسط 28.47 كم في الساعة فاز بالميدالية الذهبية لوسيان بيتيت بريتون من فرنسا، فيما حصد غوستاف غاريغو من فرنسا الميدالية الفضية، وكانت الميدالية البرونزية من نصيب إميل جورجيه من فرنسا.

## الميداليات
| ذهب                         | فضة                   | برونز               |
| لوسيان بيتيت بريتون - فرنسا | غوستاف غاريغو - فرنسا | إميل جورجيه - فرنسا |